# Laye (département)
Pour les articles homonymes, voir Laye.
Cet article concerne le département et la commune rurale. Pour la ville chef-lieu, voir Laye (Burkina Faso).
Laye est un département et une commune rurale de la province du Kourwéogo, situé dans la région du Plateau-Central au Burkina Faso.

## Géographie

### Démographie
- En 2003, le département comptait 11 915 habitants estimés[1].
- En 2006, le département comptait 12 323 habitants recensés[2].
- En 2019, le département comptait 16 624 habitants recensés[3].

## Administration

### Chef-lieu et préfecture
Le village de Laye  est le chef-lieu du département, administrativement dirigé par un préfet nommé par le gouvernement pour représenter localement l’État burkinabé. Sous l’autorité du haut-commissaire de la province et du gouverneur de la région, il organise les services déconcentrés de l’État, il prend en charge la gestion des espaces ruraux non urbanisés qui ne sont pas encore de compétence communale, ainsi que la concertation avec les autres collectivités voisine de la province ou la région, notamment pour les infrastructures et la protection de l'environnement et de la sécurité publique.
| Période | Période  | Identité | Fonction précédente | Observation |
| ------- | -------- | -------- | ------------------- | ----------- |
|         | En cours |          |                     |             |

### Mairie
| Période                                  | Période | Identité | Étiquette | Qualité |
| ---------------------------------------- | ------- | -------- | --------- | ------- |
|                                          |         |          |           |         |
| Les données manquantes sont à compléter. |         |          |           |         |

### Villages
Le département et la commune urbaine de Laye est administrativement composé de dix villages, dont le village chef-lieu homonyme (données de population consolidées en 2012 issues du recensement général de 2006) :
- Barama (950 habitants)
- Boulala (916 habitants)
- Gantin (947 habitants)
- Gantogodo (1 082 habitants)
- Laye (5 487 habitants), chef-lieu
- Laye-Yarcé (177 habitants)
- Sapéo (812 habitants)
- Sondré (559 habitants)
- Wanonghin (197 habitants)
- Yactenga (1 196 habitants)